# Porcellionides jacksoni
Porcellionides jacksoni är en kräftdjursart som först beskrevs av Arcangeli1936.  Porcellionides jacksoni ingår i släktet Porcellionides och familjen Porcellionidae. Inga underarter finns listade i Catalogue of Life.